# MagiC
Pour les articles homonymes, voir Magic.
MagiC est un système d'exploitation propriétaire multitâche pour ordinateurs Atari ST et compatibles. Il a été porté sur PC et Macintosh. Quelle que soit la plateforme matérielle, les applications natives fonctionnent de la même manière.
Après l'abandon de la version pour MacOS X, le code source a été libéré en partie sous les termes de la licence GPLv3 et publié sur GitLab sous le nom AtariX.

## Fonctionnalités
Le noyau de MagiC est essentiellement écrit en assembleur et offre les caractéristiques suivantes :
- Multitâche préemptif
- Systèmes de fichiers chargeables, sous forme de modules
- Compatibilité TOS élevée
- Compatibilité partielle avec MiNT/MultiTOS
- Performances accrues en comparaison des versions originales des systèmes Atari

## Inconvénients
- MagiC est un produit commercial. Il est désormais difficile à acquérir car disponible uniquement auprès de son éditeur allemand
- Les versions émulées sont prévues pour Windows 9x/XP, MacOS et MacOS X ; il n'y a pas de version pour d'autres systèmes
- Les pilotes et systèmes de fichiers sous forme de modules ne sont pas compatibles avec ceux de MiNT
- La plupart des applications étant conçues pour un système monotâche, elles considèrent être seules à fonctionner et peuvent provoquer des problèmes dans un environnement multitâche (souvent des problèmes d'affichage)
- La compatibilité avec le TOS n'est pas totale

## Variantes

### Atari
MagiC a vu le jour en 1992 sous le nom de Mag!X. À cette époque, le TOS ne proposait qu'un multitâche limité grâce aux accessoires de bureau, de simples programmes auxquels il était possible d'accéder depuis le menu "Bureau" et vers lesquels il était possible de basculer grâce à un multitâche coopératif. Par comparaison, MagiC apportait un vrai multitâche préemptif, donnant ainsi la possibilité de faire fonctionner aussi bien plusieurs applications GEM (bien programmées) que des logiciels non graphiques.
Avec la version 3.0, Mag!X a été renommé MagiC et de nombreuses améliorations ont été apportées, tout comme une importante compatibilité avec MiNT. La version 4.0 a ajouté la prise en charge de l'Atari Falcon, et enfin, en 1995, la version 5.0 a vu une avancée significative avec l'ajout des systèmes de fichiers chargeables et l'implémentation des noms de fichiers longs avec le support VFAT. Il y a eu d'autres améliorations à la couche GEMDOS, dont le support de processus légers (threads) et des signaux.
La dernière version Atari est la 6.2.

### Apple Mac
Atari mettait du temps à améliorer les caractéristiques matérielles de ses systèmes, et il devenait visible au milieu des années 90 que l'Apple Mac lui était supérieur. Les deux ayant en commun une interface graphique similaire, le Mac apparut à de nombreux utilisateurs d'Atari comme une évolution logique et c'est ainsi qu'une variante de MagiC appelée MagiCMac est sortie en 1995, ce qui a permis aux utilisateurs Atari de faire fonctionner leurs logiciels sur les Mac beaucoup plus récents. Les versions ultérieures ont apporté une meilleure intégration avec MacOS comme l'accès aux modes graphiques natifs de la machine hôte, en plus de l'émulation des résolutions Atari standards.
Lorsque MacOS X est sorti, les versions originales de MagiCMac ne fonctionnaient plus car elles avaient besoin d'opérer à un niveau très bas dans le système pour fonctionner. En 2001, une nouvelle version de MagiCMac, MagiCMacX, a été distribuée pour exploiter MacOS X ; elle a été mise à jour en 2004 et plus récemment en septembre 2009, et se présente désormais comme un binaire universel qui fonctionne nativement aussi bien sur les Macs Intel que PowerPC.

### Microsoft Windows
Sorti au cours de l'été 1996, MagiC PC se présente comme un émulateur fonctionnant sous Windows. La dernière version est la 6.2 comme pour la version Atari.

## Le bureau MagiCDesk
Le système est fourni avec son propre bureau alternatif MagiCDesk (nommé MagxDesk avant la version 3.0). Il apporte des fonctionnalités absentes du bureau original.
- Fonctionnement en arrière-plan des opérations sur les fichiers (copie, déplacement, suppression, formatage)
- Gestion des noms de fichiers longs
- Gestion des liens symboliques
- Support des icônes en couleurs

Ce bureau étant une application autonome, il peut être remplacé par un autre bureau alternatif comme Thing ou Jinnee.